# Елин Рахнев
Елин Христов Рахнев е български писател, поет, драматург и журналист.

## Биография
Роден на 3 юли 1968 г. в София. Завършва Специална педагогика в „Св. Климент Охридски“, а по-късно следва режисура в НАТФИЗ в класа на Крикор Азарян.
Работи като журналист във вестниците „Денят“ и „Континент“. Четири години е издател и главен редактор на „Витамин Б“ – списание за литература и поезия. В периода 2000 – 2003 г. е драматург на Народния театър „Иван Вазов“, създава „Театър на последния етаж“. От 2006 г. до 2009 г. е драматург на Държавния сатиричен театър „Алеко Константинов“, но напуска заради несъгласия с тогавашния директор Атанас Атанасов. От 2014 г. е драматург на Хасковския театър.
Основател и сценарист на телевизионните предавания „Кръгове“ по БНТ, „Невалидно“ по bTV и „Арт трафик“ по PRO.BG. Автор в предаванията „Суматоха“ и „Панорама“, където има авторска рубрика. Води редовни рубрики във вестник „7 дни спорт“ и списанията „Тема“ и „Его“. От август 2012 г. до октомври 2019 г. води авторска рубрика в седмичния вестник „168 часа“.
Автор е на стихосбирките „Съществувам“, „Развяване на минзухара“, „Октомври“, „Канела“ и на пиесите „Боб“, „Флобер“, „Прозорецът на Йонеско“, „Кукувицата“, „Фенове“, „Маршрутка“, „Тест“, „Любов“ и „Свалячи“. Пиесите и стиховете му са преведени на над 20 езика.
Член на журито на Националния младежки конкурс за поезия „Веселин Ханчев“ за 1999 и 2002 г.

## Награди
През 1992 г. с дебютната си стихосбирка „Съществувам“ печели първа награда на конкурса за поезия „Веселин Ханчев“, а през 1999 г. за стихосбирката „Октомври“ печели наградата „Иван Николов“.
Елин Рахнев има две награди „Икар“ за драматургия – за пиесите „Боб“ (1999) и „Фенове“ (2003). През 2011 г. печели и „Аскеер“ за текста на пиесата „Тест“.